# Lenny Liedtke
Lenny Liedtke (* 8. Februar 2004 in Itzehoe) ist ein deutscher Basketballspieler.

## Werdegang
Liedtke begann im Alter von acht Jahren bei den Itzehoe Eagles mit dem Basketballsport. Später spielte er für die BG Harburg/Hittfeld in der Jugend-Basketball-Bundesliga.
2019 wechselte Liedtke in die Nachwuchsabteilung des Bundesligisten Ratiopharm Ulm, erhielt ab 2021 Einsätze in der Ulmer Fördermannschaft OrangeAcademy in der 2. Bundesliga ProB. Nachdem er im Spieljahr 2022/23 in 23 Spielen im Mittel 10,3 Punkte erzielt hatte, nahm ihn Bundesliga-Absteiger BBC Bayreuth im Sommer 2023 unter Vertrag. Für Bayreuth erzielte Liedtke während der Hauptrunde der Saison 2023/24 in 34 Einsätzen 4,6 Punkte je Begegnung.